# Balangero
Balangero (arpità Balangé) és un municipi italià, situat a la ciutat metropolitana de Torí, a la regió del Piemont. La ciutat té 3.061 habitants l'any 2023 i es troba a 25 quilòmetres de la capital piemontesa Torí.
Limita amb els municipis d'Corio, Coassolo Torinese, Mathi, Lanzo Torinese i Cafasse i està travessat d'oest a est pel riu Banna, afluent del Malone.